# Scharif-Universität für Technologie
Die Technische Universität Sharif, auch Scharif-Universität für Technologie (persisch دانشگاه صنعتی شریف Dāneschgāh-e San'ati-ye Scharif), früher Technische Aryamehr-Universität (دانشگاه صنعتی آریامهر Dāneschgāh-e San'ati-ye Āryāmehr), ist die renommierteste technisch-wissenschaftliche Hochschule in Iran.

## Geschichte

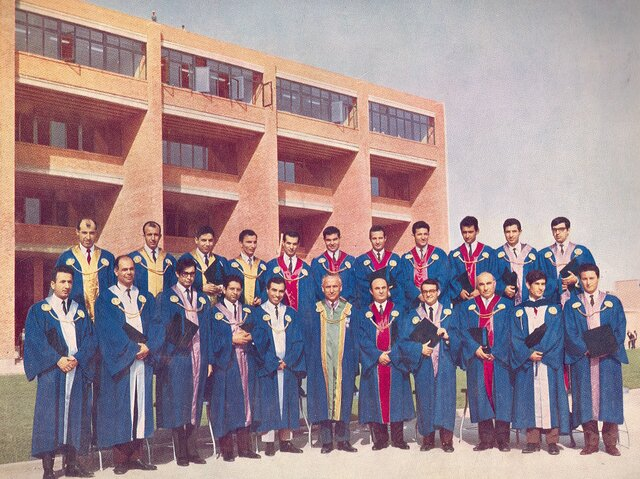
Mitglieder des wissenschaftlichen Beirats der Aryamehr-Universität in den Anfangsjahren.

Die Universität wurde im Jahre 1965 auf Initiative von Schah Mohammad Reza Pahlavi nach dem Vorbild des Massachusetts Institute of Technology gegründet. Gründungsrektor war Mohammad Ali Mojtahedi. Die Universität wurde nach der Islamischen Revolution in Scharif-Universität nach Madschid Scharif Vaghefi, einem Mitglied der Volksmodschahedin, umbenannt. Zurzeit sind über 9000 Studenten an der Scharif-Universität immatrikuliert.
Die Universität liegt in der Nähe des Azadi-Platzes in Teheran.

## Politische Studentengruppierungen
Studenten der Scharif-Universität waren verstärkt in der zweiten Iranischen Reformbewegung (Chordad-Bewegung) beteiligt. Hauptgruppierungen zwischen 1997 und 2003 waren die Basitsch einerseits und die Vereinigung Muslimischer Studenten (Andschoman, dt. „Vereinigung“) andererseits. Die meisten übrigen Gruppierungen an der Universität lassen sich diesen beiden Gruppen zuordnen.
Die Basitsch standen in scharfer Opposition zum damaligen iranischen Präsidenten Mohammad Chātami, wohingegen die Andschoman zu dessen Unterstützter gezählt wurden. Zwischen beiden Gruppen gab es zahlreiche Konflikte. Hitzige Debatten, Angriffe auf Wandtafeln und Redetribunale kennzeichneten die widerstrebenden Aktivitäten beider Gruppierungen. Die Zeitschrift Ayeneh Scharif der Anschoman wurde mehrmals angegriffen. Nach 2003 beruhige sich die Situation wie an den meisten anderen iranischen Universitäten, um 2006 bei Scharif wieder aufzuflackern: Es kam zu tätlichen Ausschreitungen, als die Basitsch versuchten, die toten Körper von Märtyrern des Irak-Iranischen Krieges in der Universitäts-Moschee beizusetzen.
Im Herbst 2022 wurde die Universität Ort von Protesten infolge des Todes von Mahsa Amini. Studenten widersetzten sich beispielsweise der Geschlechtertrennung in der Mensa.

## Fakultäten

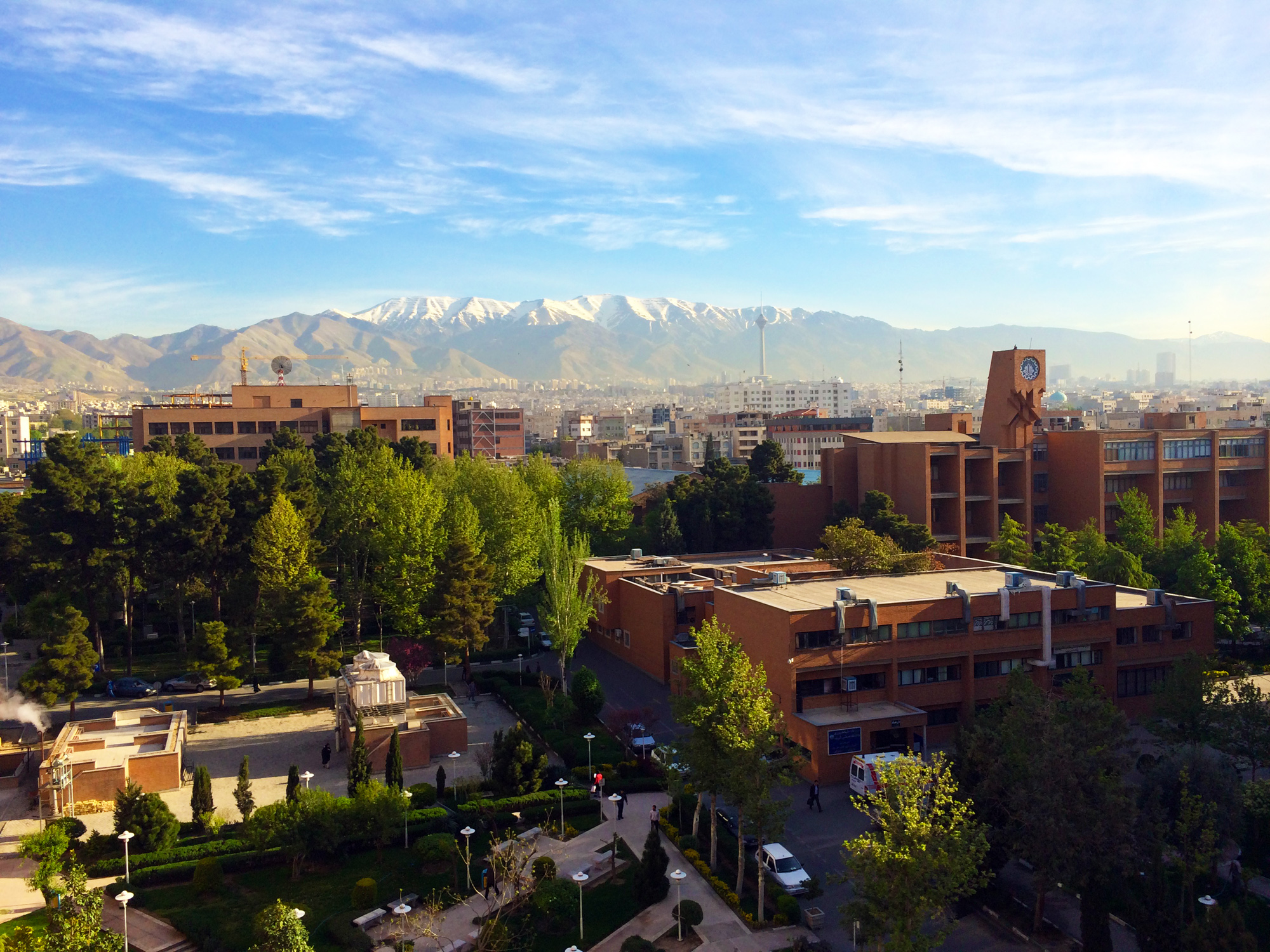
Campus

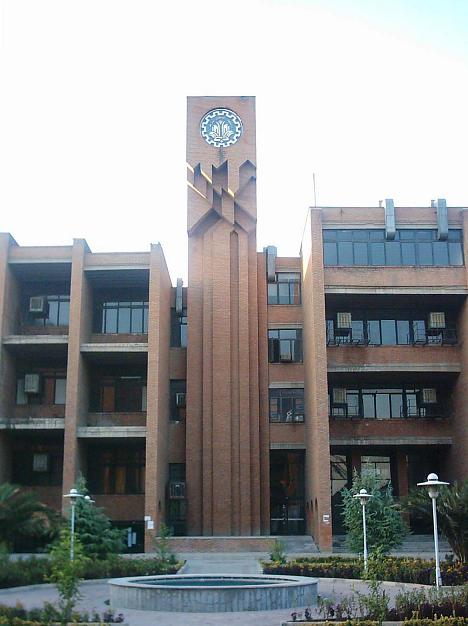
Das Ibn-Sina-Turm vom Ibn-Sina-Gebäude

- Materialwissenschaften
- Chemieingenieurwesen
- Chemie
- Bauingenieurwesen
- Technische Informatik
- Elektrotechnik
- Wirtschaftsingenieurwesen
- Mathematik
- Maschinenbau
- Physik
- Unternehmensführung
- Volkswirtschaftslehre

## Persönlichkeiten
- Mohammad Ali Mojtahedi, ehemaliger Rektor
- Hossein Nasr, ehemaliger Rektor

### Professoren und Dozenten
- Junes Ipaktschi, ehemaliger Chemie-Professor, auch Professor an der Justus-Liebig-Universität Gießen
- Reza Mansouri, Physik-Professor
- Farhad Ardalan, Physik-Professor
- Mehdi Golshani, Physik-Professor
- Mohammad-Ali Nadschafi, ehemaliger Mathematik-Professor
- Mohammad Reza Aref, Elektrotechnik-Professor
- Jaffar Towfighi, ehemaliger Chemieingenieur-Professor
- Mostafa Ahmadi Roschan, ehemaliger Chemie-Professor[7]
- William Chittick, ehemaliger Dozent[8]

### Absolventen
Wissenschaft
- Maryam Mirzakhani, Professorin an der Stanford University und erste Frau, die mit der Fields-Medaille ausgezeichnet wurde.
- Homayun Seradschi, Caltech und NASA-Wissenschaftler, ehemals Professor an der Scharif-Universität
- Nariman Farvardin, Professor an der University of Maryland
- Massud Ali-Mohammadi, Atomphysiker

Industrie
- Akbar Torkan, Vorstandsvorsitzender der Petro-Pars Co. und ehemaliger Minister für Transportwesen
- Gina Cody, Ingenieurin
- Marzieh Shah-Daei, Managerin

Kunst und Kultur
- Peyman Yazdanian, Komponist
- Hamid Naderi Yeganeh, mathematischer Künstler

Politik
- Mohammad-Ali Nadschafi, ehemaliger Minister für Bildung
- Mohammad Atrianfar, ehemaliger Bürgermeister von Teheran
- Ali Laridschani, Generalsekretär des Sicherheitsrats und ehemaliger Unterhändler bei den Atomfragen
- Mohammad-Dschawad Laridschani, Präsident des Institute for Studies in Theoretical Physics and Mathematics (IPM)

andere
- Elschan Moradi, Schachmeister und Spielexperte
- Ali Daei, iranischer Fußballspieler